# شهرك تقي أباد
شهرك تقي أباد (بالفارسية: شهرک تقی‌آباد) هي قرية تقع في قسم جلغة تشاة هاشم الريفي (مقاطعة دلغان) في إيران. يقدر عدد سكانها بـ 555 نسمة .